# Виставка дегенеративного мистецтва
Виставка "Дегенеративне мистецтво" була частиною нацистської пропаганди, яка відбулась у Мюнхені. Її було відкрито 19 липня 1937 року у Гофґартені та зачинено у листопаді того ж року. Паралельно відбувалась "Велика німецька художня виставка", яка розпочалась на день раніше. Таким чином "Дегенеративне мистецтво" та мистецтво Третього Райху протиставлялось одне одному. Після мюнхенської виставки до 1941 року тривала пересувна виставка під тією ж назвою, яка побувала у дванадцяти містах, хоча деякі експонати було замінено.
Організатором мюнхенської виставки був Адольф Ціґлер, який також відповідав за попередні конфіскації. Комісія Ціґлера відібрала для виставки роботи понад 100 художників з колекцій і музеїв, таких як Музей Вальрафа-Ріхарца в Кельні, Музей Фолькванг в Ессені, Кунстхглле в Гамбурзі, Ландесмузей в Ганновері та Новий відділ Національної галереї в Берліні, які вважалися «дегенеративними», з яких було представлено 600 робіт. Вони представляли засуджені мистецькі стилі експресіонізму, дадаїзму, сюрреалізму та нової речевости. Для того, щоб досягти «хаотичного» ефекту, роботи у виставкових залах навмисно розвішували у невигідному положенні, а стіни прикрашали зневажливими гаслами. Вся виставка була розрахована на пропагандистський ефект. За офіційними даними, виставку «Дегенеративне мистецтво» відвідало 2 009 899 осіб і вона була, навіть якщо ця цифра була перебільшена, однією з найбільш відвідуваних виставок сучасного мистецтва до того часу.

## Передісторія та історичне тло
Мюнхенській виставці «Дегенеративне мистецтво» передувало кілька виставок, починаючи з 1933 року, на яких сучасне мистецтво було представлене як «дегенеративне», а художники та державні службовці в культурному секторі зазнавали нападок. Ця виставка не була поодинокою подією в Мюнхені, а відбувалась на противагу Великій німецькій художній виставці у рамках мюнхенського літнього фестивалю 1937 року.

## Попередні виставки
Після приходу націонал-соціалістів до влади, було організовано низку меньших виставок, які агресивно виступали проти мистецтва, яке було проголошено "дегенеративним". 8 квітня 1933 року Ганс Адольф Бюлер, нещодавно призначений директор Державної картинної галереї Карлсруе, який також був заступником директора Німецького художнього товариства, відкрив виставку «Урядове мистецтво з 1918 по 1933 рік». На виставці експонувалися роботи художників, яких "Спілка боротьби за німецьку культуру" позначила як "дегенеративних", "большевистьских" та "розкладаючих". Виставка у Карлсруе утвердила це бачення сучасного мистецтва та стала зразком для подібних виставок у інших музеях.
У різних музеях влаштовували виставки, на яких публічно критикували директорів і музейних чиновників, які захоплювалися сучасним мистецтвом. Після чого вони були звільнені з роботи. У Нюрнберзькій галереї Кенігстор та Музеї замку в Дессау подібні виставки було названо «камери жахів».
Виставку "Дегенеративне мистецтво" у Дрездені було відкрито 23 вересня 1933 року у внутрішньому дворі нової ратуші. Було експоновано 207 робіт, переважно дрезденських митців з міських колекцій. Потім виставка була показана у дванадцяти місцях, де роботи з місцевих колекцій були інтегровані в кожній з них. 1935 року її знову показали в Дрездені в рамках Саксонської художньої виставки та на з'їзді Райхсрату, 1936 року - в залах Регенсбурзького мистецько-торговельного об'єднання, а потім у Мюнхені та Дармштадті.
Виставки відрізнялися між собою лише структурою та окремими пропаґандиськими заходами, але були ідентичними у приниженні митців та співробітників музеїв. Основна критика стосувалася марнування грошей платників податків на придбання творів мистецтва, а також їхнього змісту та намірів, які були затавровані як такі, що паплюжать «народну мораль» та прославляють «кретинів і повій».

## Мюнхенське середовище під час виставки
1937 рік був особливо активним для культурної сцени Мюнхена. Окрім вищезгаданих великих виставок "Дегенеративного мистецтва" та "Великої німецької художньої виставки" у нещодавно відчиненому Дому німецького мистецтва проходили безліч інших подій. Стає зрозуміло, що приблизно з червня цього року виставлятися в Мюнхені могли лише художники, які не мали проблем з націонал-соціалістичним режимом та їх концепцією мистецтва.
В першій половині року ще проходили поодинокі виставки сучасного мистецтва, наприклад, у галереї Ґюнтера Франке, де спочатку виставлялись акварелі та пейзажі Еміля Нольде. Потім акварелі, малюнки, ксилографії та літографії Франца Марка, а також екскізи Августа Маке. Однак неприйняття сучасного мистецтва ставало дедалі радикальнішим і відігравало важливішу роль у прийнятті рішень щодо виставок. 2 червня гауляйтер Адольф Вагнер доповів Йозефу Геббельсу, що з відбором робіт для Першої великої німецької художньої виставки виникли проблеми, оскільки журі, яке складалося з художників, керувалося власним смаком і думкою митців, а не офіційним поглядом на мистецтво. Геббельс назвав представленні йому роботи "безнадійними прикладами большевистьського мистецтва" та полетів 5 червня разом із Адофльфом Гітлером до Мюнхена, де безпосередньо брав участь у відборі картин для експозиції. Після цього інциденту у новій пінакотеці було скасовано виставки сучасного німецького та французького мистецтва. У листопаді в приміщенні бібліотеки німецького музею Йозефом Геббельсом та Юліусом Штрайхером було відкрито виставку "Вічний жид", яку було продовжено через великий попит серед відвідувачів. На експозиції демонструвалися фото, картини та статистика. Цю виставку було анансовано як "велике політичне видовище", яке мало на меті, наочно продемонстувати потребу боротьби з єврейством та єврейською чумою.
Одночасно відбувалися численні виставки мистецтва, яке схвалювалось націонал-соціялістами. Більшість з них було пов'язано з літнім фестивалем 1937 року у Мюнхені. Він включав у себе урочистости до дня німецького мистецтва, відновлення роботи Мюнхенської резиденції та виставок "німецька сарна" та "старонімецька графіка" у новій пінакотеці. Кульмінацією всіх цих подій стало відкриття Будинку німецького мистецтва та Першої великої німецької художньої виставки Адольфом Гітлером, який з цієї нагоди виголосив свою найбільш програмну промову про мистецтво. За даними Державного статистичного управління, у 1937 році Мюнхен відвідало 1 165 000 осіб, 162 731 з них - з-за кордону. Це був найкращий результат відвідуваности міста на той час.

## Підготовка

### Планування та початок підготовки
Навесні 1937 року міністерство пропаганди та громадської просвіти.почало планувати виставку, щоб представити досягнення націонал-соціалістичного руху в суспільно-політичній сфері з 1933 року. Вона тривала з травня до серпня 1937 року у Берліні та демонструвала 3000 світлин, статистики та графіки, що засвідчували економічний успіх нової політики. Паралельно було ухвалено рішення початку компанії проти сучасного мистецтва.Тому у квітні міністерство звернулося до «мистецтвознавця» Вольфґанґа Вілльріха з проханням зібрати матеріал для виставки під запланованою назвою «Дайте мені чотири роки». Вілльріхові дали зрозуміти, що міністр пропаганди має намір «створити чіткий контраст (так би мовити, контраст чорного і білого) між, як він висловився, “мистецтвом того часу і мистецтвом наших днів”. Вілльріх сумнівався, що йому вдасться здобути таку кількість творів, оскільки, окрім робіт з пересувної виставки в Дрездені, більшість творів сучасного мистецтва все ще перебували під захистом прихильних до них директорів музеїв. Саме тому міністерство пропаґанди та громадської просвіти надало Вілльріху уповноваження, яке забезпечувало йому доступ до усіх музейних колекцій.
Того ж місяця Вілльріх і гамбурзький викладач малювання та доісторик Вальтер Гансен почали переглядати матеріали для запланованої виставки в Новому відділі Національної галереї та Гравюрного кабінету в Берліні. Обидва отримали доступ до фондів, які були вилучені «з метою їх захисту» в період з 1933 року і складені в стелажі. Вони робили нотатки за прикладом дрезденської виставки та книги Вілліха (Säuberung des Kunsttempels). Запланована виставка мала на меті протиставити нібито «дегенеративні» твори мистецтва фотографіям мистецтва, визнаного націонал-соціялістами.

### Орієнтація на Мюнхен та облаштування виставки
Невизначеність у повноваженнях часто ставала приводом дискусій серед відділів Міністерства пропаґанди через що Йозефу Ґеббельсу довелося ґрунтовно втрутитись у планування. Мюнхен було обрано місцем виставки через заплановану у ньому експозицію схвалених партією творів, що мала створювати контраст до "дегенеративного" мистецтва. У той самий час Адольф Ціґлер починає перегляд і відбір робіт за наказом Ґеббельса. Ціґлер формує комісію до якої уввійшли: працівник відділу кадрів Міністерства народної освіти Отто Куммер, директор музею Фолькванг Клаус Граф фон Баудіссін, Вольфґанґ Вілльріх та уповноважений з питань художнього дизайну Ганс Швайтцер. Після перегляду робіт у Кельні, Гамбурзі, Ессені та Ганновері комісія прибула до Берліну 7 липня. Директор нового відділення Національної галереї, Ебергард Ганфштенгль, відмовився приймати комісію та доручив цю справу своєму куратору Паулю Ортвіну Раве. Комісія відвідала третій поверх, на який було перенесено роботи найбільш зневажаємих митців, а картини позичені з приватних колекцій було повернено власникам. Картини, акварелі та малюнки Макса Пехштайна, Еміля Нольде, Ернста Кірхнера, Карла Шмідта-Ротлуфа, Франца Марка, Августа Маке та інших художників було занесено до списку робіт, що підлягають вилученню. З приводу деяких картин під час відбору виникали дискусії, наприклад відносно картини "Sylt" Еріха Геккеля, яка була розкритикована Швайцером, але Ціґлер вважав її недостатньо "деградованою" для конфіскації. Таким чином проходили інші перегляди колекцій, що передували першій хвилі конфіскацій. Відібрані роботи мали описувати за трьома пунктами: дата покупки, за якого директора відбулося придбання та якою була ціна. Зазвичай не пізніше третього дня після візити комісії картини відсилалися до Мюнхену.  
Місцем виставки був археологічний інститут у Гофґартені. На першому та другому поверхах було прибрано колекцію гіпсових робіт, у залах встановлено перегородки, що закривали вікна наполовину та приховували настінні декорації виставкової зали. Картини було розвішено високо та  як найщільніше одна до одної. Частина картин виставлялися взагалі без рам. Особливою ознакою цієї виставки була наявність написів про вартість та дату купівлі картини прямо на стінах,  поряд з іменем автора та назвою твору. Також на стінах було зображено клеветницькі вислови та карикатури. За допомогою фото  так званої "Стіни Дадаїзму" можна відстежити динамічний розвиток експозиції: 16 липня Гітлера можна побачити перед картинами Курта Швіттерса, що косо висять на стіні, але вже 19 липня, під час відкриття виставки картини вивішено рівно.  Шостий зал був закритий для відвідувачів один раз, а сьомий - кілька разів, оскільки зміни в обох залах все ще вносилися після відкриття виставки. Починаючи з другого тижня виставки, сьома зала була доступна лише для журналістів та відвідувачів за спеціальним дозволом. Короткий час, відведений на підготовку виставки, також спричинив проблеми. Наприклад, виставкові зали на першому поверсі були відкриті для відвідувачів лише 22 липня, через три дні після офіційного відкриття, оскільки організатори не встигли закінчити їх облаштування вчасно. 

## Виставка

### Другий поверх

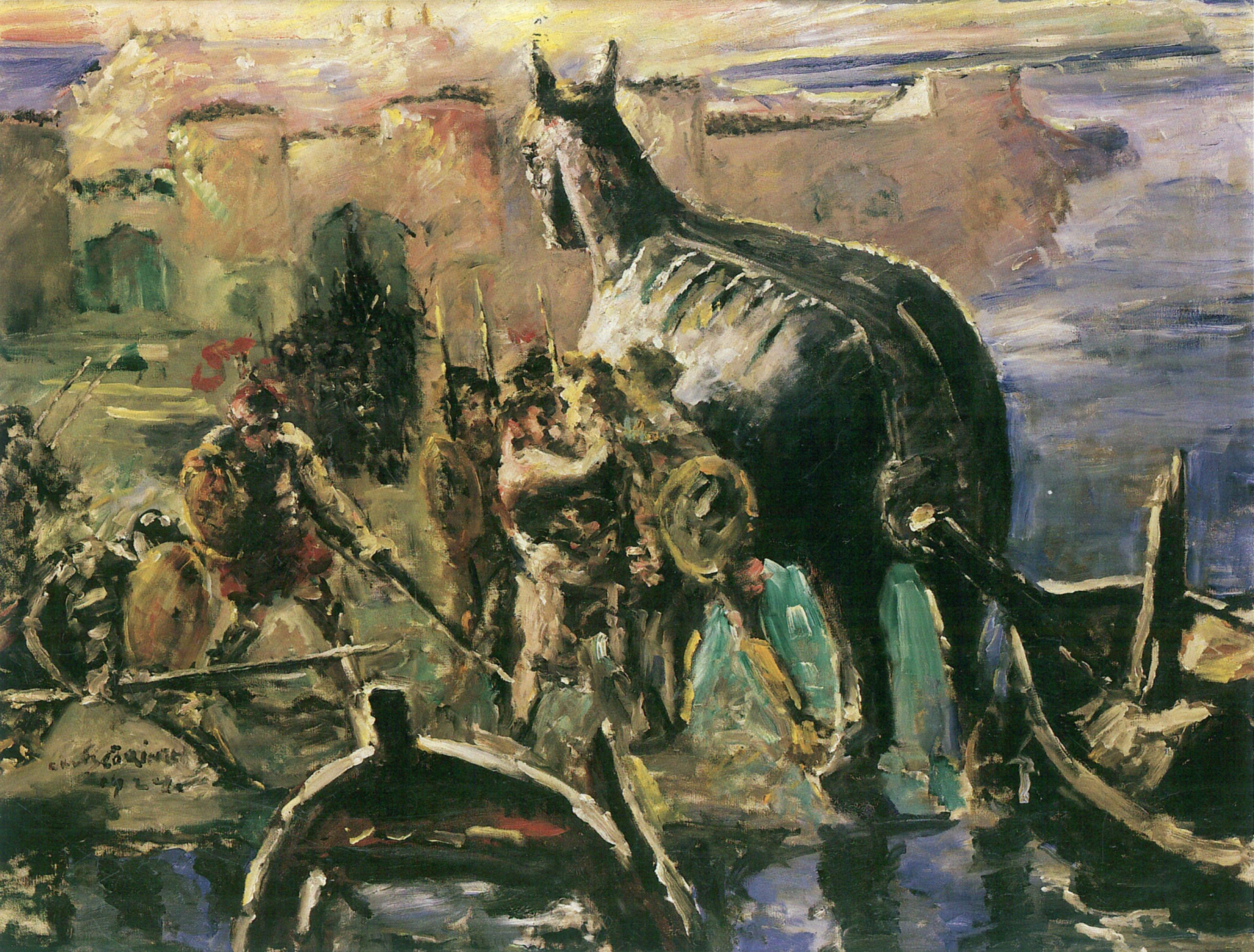
"Троянський кінь" Луїс Корінт, 1924 рік

Обхід виставки починався з другого поверху. Ще перед входом до виставкової зали, на сходовому майданчику, відвідувачі могли побачити дерев’яне розп’яття Людвіґа Ґіса, яке він виготовив для меморіялу у 1921 році. Робота викликала скандал та була  розміщенна у Щецинському національному музеї з 1923 по 1937 рік. Після закінчення виставки роботу було знищено.  Ця робота вела до зали, у якій було виставлено еспонати з християнськими мотивами Еміль Нольде був представлений багатьма картинами, насамперед дев’ятичастинним вівтарем "Життя Христа" та картиною "Христос та грішниця". Також було представлено "Зняття з хреста" Макса Бекманна, "Еліас" Крістіана Рольфса та "Фарисей" Карла Шмідта-Ротлуфа. 
На відміну від першої зали, у другій роботи було вибрано не за тематикою, а за єврейським походженням митців. Було представлено:  картини "Зима" та "Сільські сцени" Марка Шагала, "Автопортрет" Людвіґа Майднера, "Музиканти" та "Мандолініст" Янкеля Адлера, "Дві ширяючі фігури" Ганса Файбуша й "Екзотичний ландшафт" Ґарта Вольхайма. На стіні навпроти картин були написи, коментарі та фотографії. Там був список імен, який доповнювався такими термінами, як «єврей» або «викладач Баугаузу». Крім того, на стіні були написані такі гасла, як «Aufmarschplan der Kulturbolschewisten» («План вторгнення культурбільшовизму») або цитата Курта Айснера «Der Künstler muss als Künstler Anarchist sein» («Митець повинен бути анархістом як митець»). 

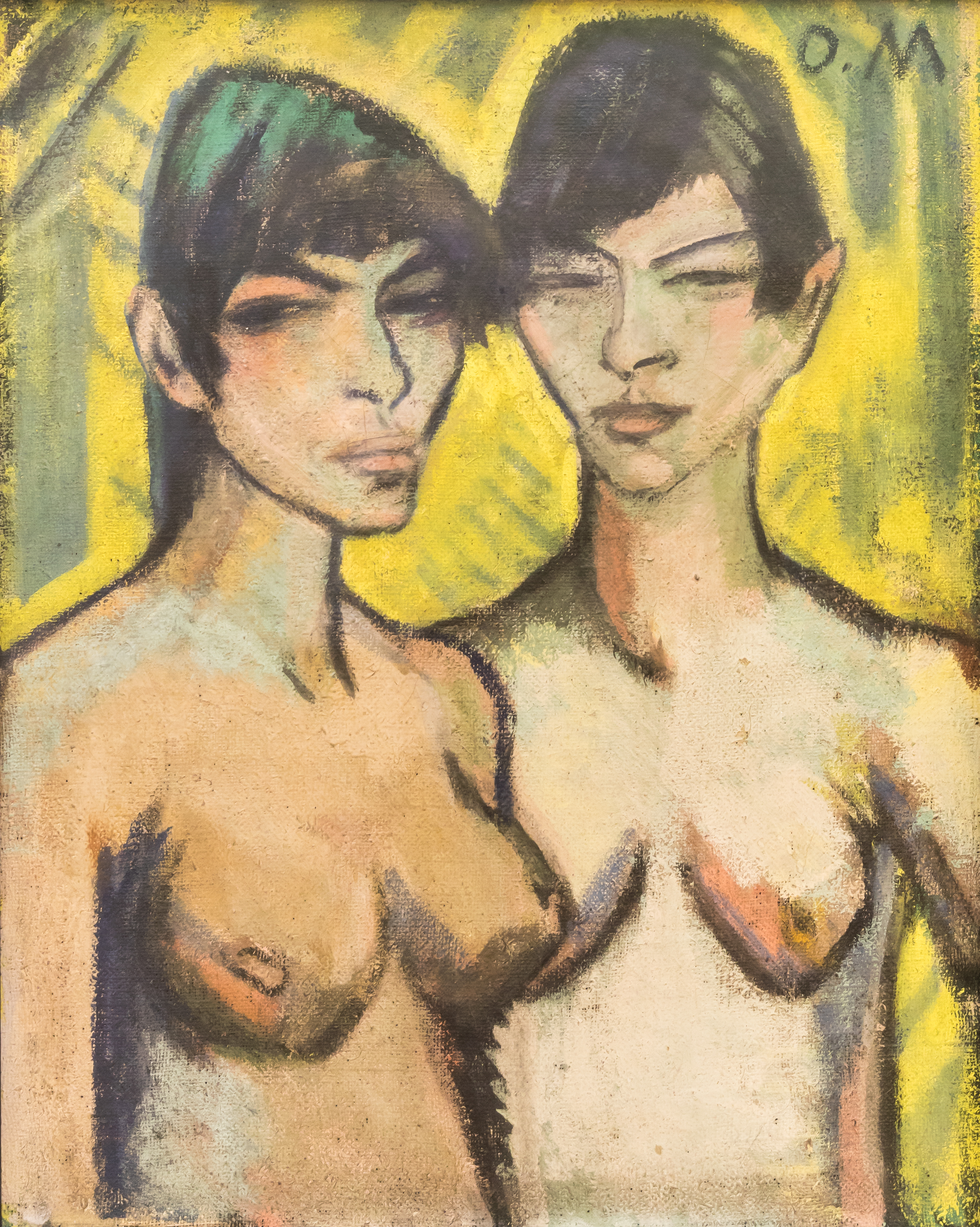
"Дві оголені жінки" Отто Мюллер, 1921 рік

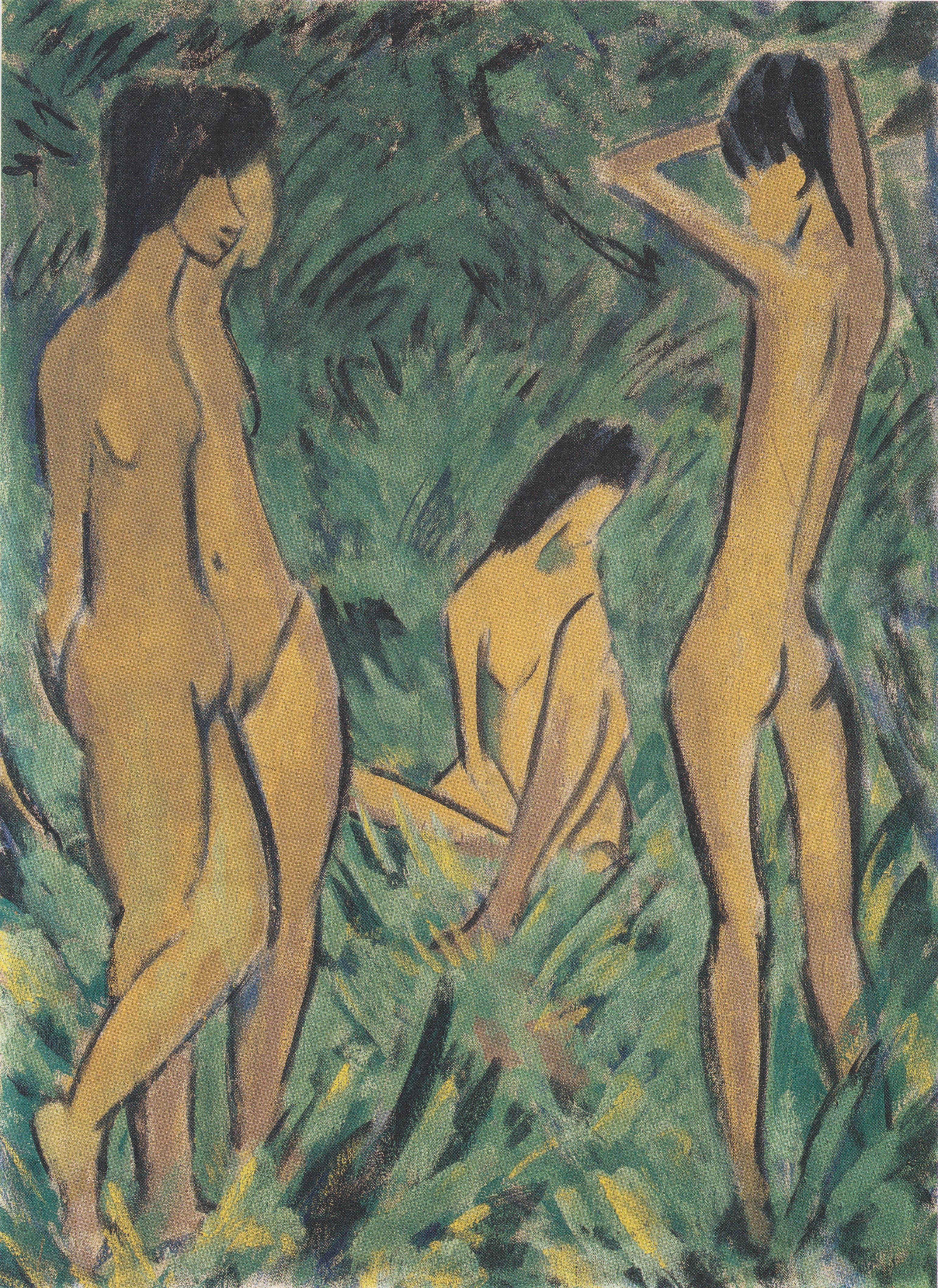
"Хлопчик перед двома стоячими та однією сидячою дівчинкою" Отто Мюллер 1919 рік

У третій залі були представлені тематично організовані групи робіт з настінними гаслами. Картини Макса Ернста, Ернста Людвіга Кірхнера, Отто Мюллера, Пауля Кляйншмідта і Карла Хофера з оголеною натурою були виставлені під гаслом «Знущання над ідеалом німецької жінки: кретинка і повія». У цьому залі також демонструвалися соціально-критичні роботи, проти яких рішуче виступали націонал-соціалісти. Картини Отто Дікса "Каліки війни та окопи" ("Kriegskrüppel und Schützengraben"), які вже подорожували Німеччиною з пересувною виставкою в Дрездені, були прокоментовані як "Мальований військовий саботаж". У третьому залі були представлені картини Макса Пехштайна, Шмідта-Роттлуффа, Кірхнера та Мюллера. У цій кімнаті також була встановлена так звана "стіна дадаїзму". Деякі деталі з робіт Василя Кандинського були ретельно намальовані на стіні у збільшеному вигляді, що, ймовірно, мало на меті показати, що подібні роботи міг намалювати будь-хто, тим самим заперечуючи їхню цінність. Дві картини "Мерц" Курта Швіттерса, "Sumpflegende" Пауля Клее та два випуски журналу "Дада" висіли над настінною картиною. Цей, здавалося б, неорганізований ансамбль був прокоментований вирваною з контексту цитатою Ґеорга Ґросса«Ставтеся до Дада серйозно - воно того варте!».
Для п'ятої зали роботи були обрані картини, які не мали спільної тематики. Роботи артгурту "Міст" серед яких: Еріх Геккель, Шмідт-Роттлуфф, Пехштайн, Нольде, Кірхнер та Оскар Кокошка були виставлені лише з зазначенням імени автора, назвою картини, музею з якого її придбано та вартости. Настінні коментарі як у попередніх залах були відсутні, але вони знову з'являються у наступній, шостій залі.   
Під підписом Wahnsinn wird Methode (Божевілля стає методом) було розміщенно п'ять картин Йоханнеса Мольцана. Сім картин Кандинського було вивішено ярусами під заголовком Verrückt um jeden Preis ("Божевілля за будь-яку ціну"), для яких не було надано жодної додаткової інформації чи деталей про роботу. Ці гасла мали на меті відмовити роботам у будь-якій серйозности. За роботами Кандинського слідували сім міських пейзажів, намальованих Ліонелем Файнінґером. Також були виставлені експресіоністичні пейзажі та натюрморти Шмідта-Роттлуфа і Кірхнера, а також інші роботи Оскара Молля, Ернста Вільгельма Ная і Ганни Нагель.  

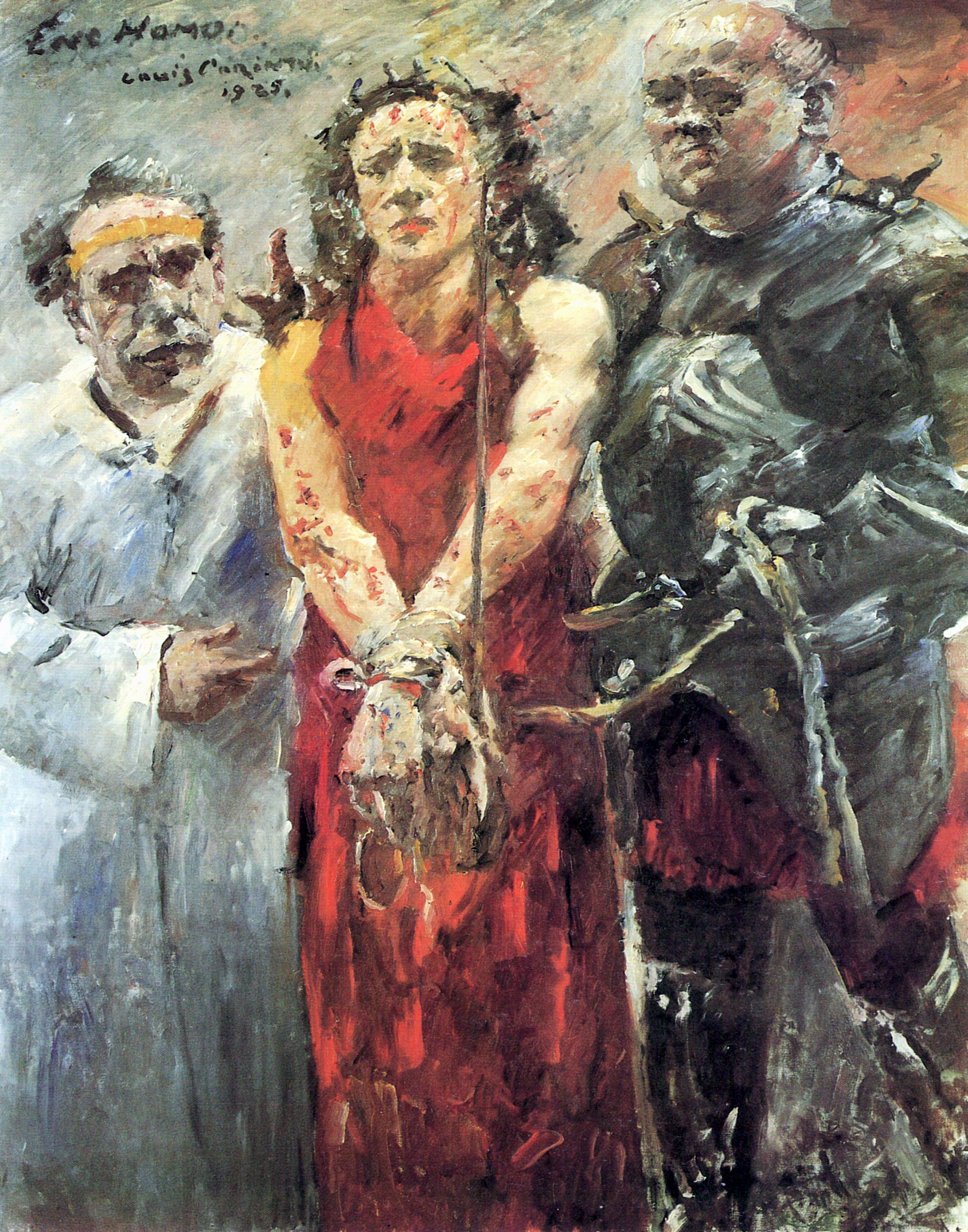
Ловіс Корінт "Ecce Homo", 1925 рік

У шостій залі інформації про картини майже зовсім не було. Лише під деякими роботами було вказано ціну та музей, якому ця картина належала. Одну зі стін зали було повністю завішано картинами Ловіса Корінта серед яких "Ecce Homo" та "Троянський кінь". Ім'я художника спочатку було написано на стіні але після було зафарбовано. У цій залі також було представлено найвідомішу картину виставки — "Вежа блакитних коней" Франца Марка. Проте її було вилучено з експозиції після того, як Німецький союз офіцерів висловив протест у Рейхсканцелярії образотворчих мистецтв проти того, що на виставці демонструють роботи заслуженого солдата, який загинув у Першій світовій війні під Верденом.  
Над дверима сьомої кімнати був напис "У вас було чотири роки", що натякав на  речення з урядової декларації Гітлера від 1 лютого 1933 р.:"Тепер, німецький народе, дайте нам чотири роки, а потім судіть і розсудіть нас". У цій кімнаті були виставлені роботи університетських професорів, звільнених з роботи з 1933 року. Окрім коментаря "Такі майстри навчали німецьку молодь донині!", на роботах не було жодних написів чи інформації про них, оскільки оригінальні написи були зафарбовані, хоча вони все ще проглядалися. У сьомій залі були представлені картини Пауля Бінделя, Фріца Бурґера-Мюльфельда, Карла Каспара та його дружини Марії Каспар-Фільзер, Вернера Хойзера, Оскара Кокошки, Едварда Мунка, Генріха Науена, Ганса Пуррманна та Едвіна Шарфа. Також на виставці були представлені картини покійних Августа Маке, Франца Марка та Паули Модерзон-Беккер.    

### Перший поверх
На першому поверсі виставки акцент було зміщено до олійного живопису, акварелей, графіки та книг. На противагу оформленню експозиції на верхньому поверсі, тут твори були виставлені без будь-якого змістового поділу. Тільки у поодиноких випадках було позначено картини митців, які належали до певних художніх угруповань. Під деякими з робіт крейдою було зазначено місце походження. Імовірно саме через брак інформації як преса, так і  відвідувачі не залишили багато спогадів про цю частину виставки.    

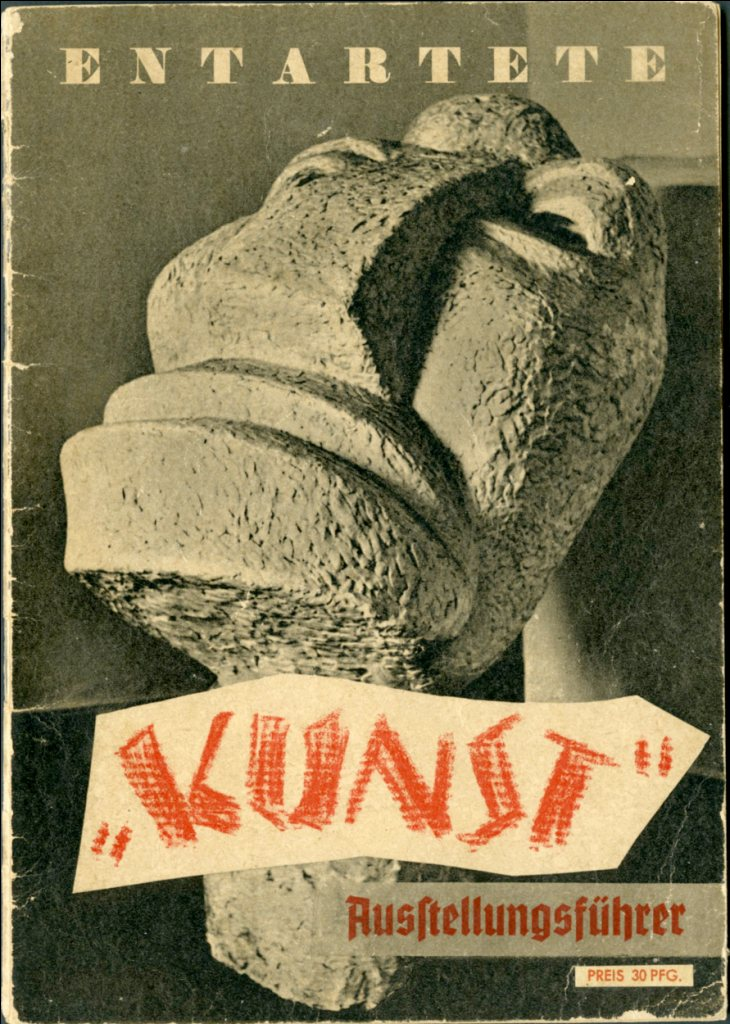
"Велика голова" Отто Фройндліха на листівці виставки

У передпокої першого поверху було виставлено дві скультури. Однією з них була виконана з дерева фігура Шміда фон Хагена Ернста Людвіга Кірхнера, іншою - гіпсова голова (Велика голова) Отто Фройндліха, якій організатори виставки дали наклепницьку назву Der neue Mensch ("Нова людина"); голова була зображена на обкладинці каталогу виставки. У суміжній першій кімнаті на першому поверсі було вивішено картини з дрезденської пересувної виставки серед яких роботи Ґуідо Геберта, Констянтина фон Мічке Ґолланде, Поля Касселя, Фріца Скаде, Ганса Ґрундіґа. Там же висіли картини Römisches (або: П'ять фігур у просторі) і Konzentrische Gruppe, а також три інші роботи Оскара Шлеммера. У вітринах першого залу були виставлені томи журналу "Junge Kunst". Там же можна було побачити книгу Готфріда Бенна Kunst und Macht (Мистецтво і влада), збірку поезії Klänge (Звуки) з ксилографіями Кандінського та інші роботи.    
У другій кімнаті - цитата художника: "Ми воліємо існувати нечисто, ніж загинути чисто, нездатних, але порядних ми залишаємо впертим індивідуалістам і старим дівам, не боячись за свою добру репутацію"видавництво Віланд Герцфельд Малік». У зшивних ковпачках зверху висіли такі картини, як "Сицилійська жінка з дитиною та зеленим намистом" Алєксєя фон Явленського, "Робітники перед фабрикою" Дікса та "Меланхолія" Шмідта-Роттлуффа. У цьому залі також висіли картини Нольде, Геккеля, Дрекселя та Кокошки. У вітринах другої зали були представлені переважно гравюри з дрезденських музеїв та берлінського Купферштічкабінету, а також роботи з музеїв Ессена та Дюссельдорфа, зокрема офорти "Kreuzabnahme" Макса Бекмана та "Im Café" Георга Гроша, ксилографія "Ziegelei b. Darel" Шмідта-Роттлуфа.    

## Вплив

### Пропаґанда
Виставка "Дегенеративне мистецтво" у парі з "Першою великою виставкою німецького мистецтва" утворювала подвійний ефект, який протиставляв "вироджене" та "чисте німецьке" мистецтво. Таке зіставлення було необхідно через відсутність чітких визначень "виродженого" та "чистого німецького" мистецтва, але обидва набували контури лише при безпосередньому протиставленні. Метою виставки було засудження та дискредитація митців засуджених націонал-соціялістами.
Єврейські митці зазнавали  нападків через їхню віру або походження. Митці, що мали марксистські або пацифістські погляди через їхній світогляд. Цієї мети було досягнуто за допомогою настінних написів. Одночасно наводили висловлювання членів націонал-соціялістичного руху та прихильників засуджених мистецьких течій, вирвані з контексту. 

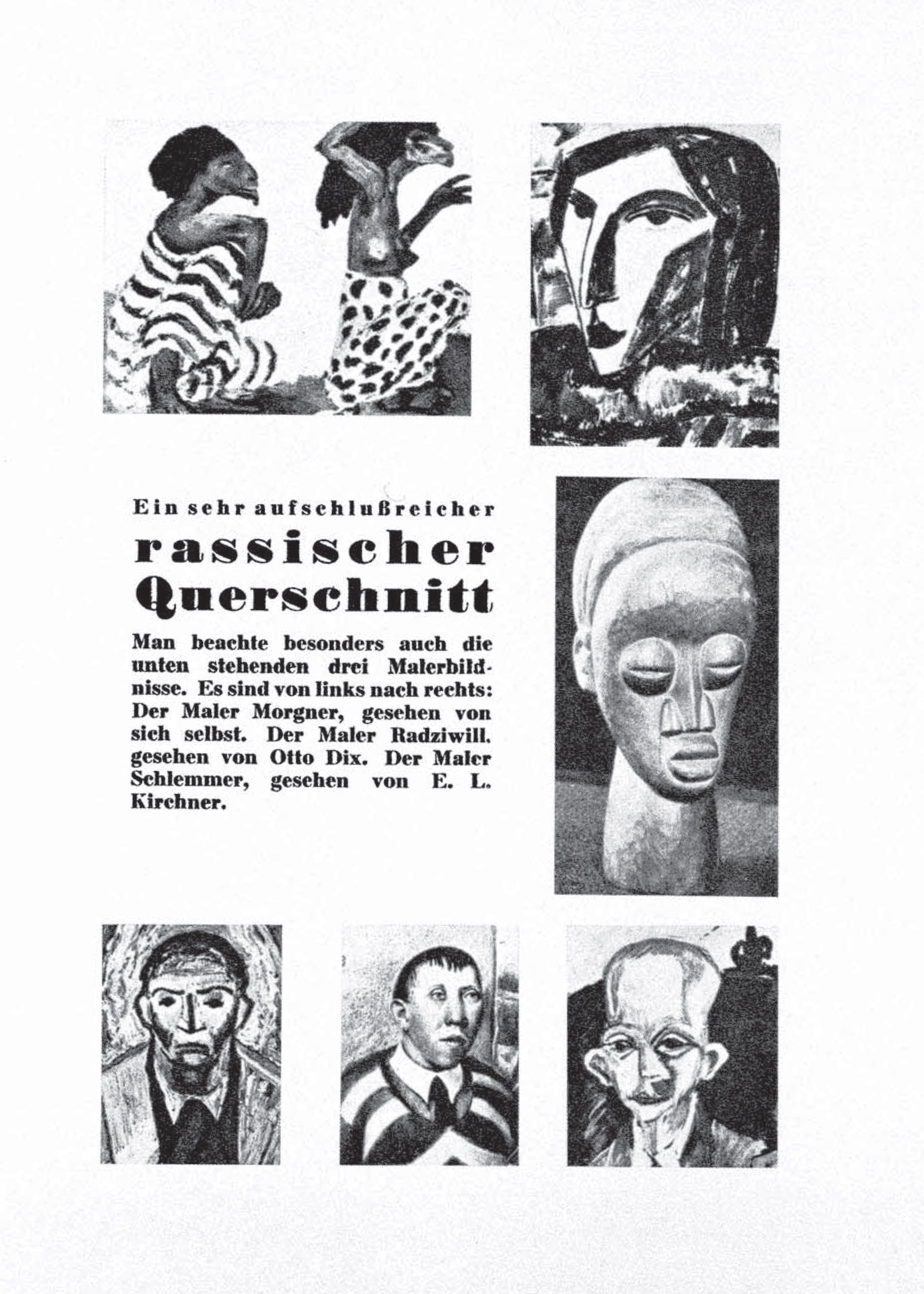
Сторінка з путівника виставки "Дегенеративне мистецтво"

За формулюваннями цих гасел, можна з певністю присудити їх авторству Вольфґанґа Вілльріха. Деякі з них були ідентичними з висловлюваннями у його памфлеті "Очищення храму мистецтва" 1937 року.
Преса детально висвітлювала виставку у сенсаційних статтях, у яких приділялось багато уваги кількости місцевих та іноземних відвідувачів. Стиль оповідань був зазвичай полемічним або повністю відповідав політиці націонал-соціялістів. Після відкриття виставки ціллю Міністерства пропаґанди було залучення більшої кількости відвідувачів.
Заборона на вхід для осіб молодше 21 року створила навколо сучасного мистецтва ауру забороненого, що збільшило привабливість експозиції. Для членів НСДАП було організовано численні групові екскурсії.
Путівник по виставці був особливим елементом пропаґанди. Він не висвітлював експонати або концепції експозиції, а викладав загальні позиції націонал-соціялістів щодо "дегенеративного мистецтва" та того що підпадає під це визначення. Цей путівник не було передбачено на початку виставки. Він з'явився наприкінці експозиції з коментарями з промови Адольфа Гітлера на відкритті Будинку німецького мистецтва.

## Реакції
Реакції щодо виставки розділилися.Переважна кількість відвідувачів не сприйняли виставлені твори мистецтва і в своїх судженнях погоджувалися з організаторами виставки. Однак лише невелика частина з них фанатично сприйняла ідеологію націонал-соціалістів, тоді як більшість висловила щире обурення представленим мистецтвом. Деякі відвідувачі нотували інформацію про твори, переважно їхню вартість та лаяли директорів й службовців, що їх придбали. Хтось з обережністю провадив дискусії щодо робіт під лунаючий на фоні сміх. Були навіть і ті хто не погоджувався з організаторами, зокрема картини Ловіса Коринта, які виставлялися без вказання авторства Ловіса Коринта отримали переважно схвальні відгуки за якість виконання.
Деякі іноземні гості також підтримали націонал-соціалістичний погляд на мистецтво. Єгипетська група політичних художників "Мистецтво і свобода" виступила проти наклепу у своєму маніфесті "Хай живе дегенеративне мистецтво".
Попри переслідування та конфіскації деякі колекціонери, серед яких ганноверський фабрикант Бернгард Шпренґель та Йозеф Гаубріх з Кельну, мали сміливість і надалі поповнювати свої колекції. Так само чинили і деякі іноземні музеї, наприклад Базельський художній музей.
Деякі іноземні газети висловили думку, що велика кількість відвідувачів виставки свідчила про "паломництво до хваленого модернізму". Націонал-соціалістичні газети різко розкритикували цю інтерпретацію, а очевидці, такі як Пол Ортвін Рейв, також підтвердили, що лише невелика частина відвідувачів прийшла попрощатися з творами мистецтва, які відтепер були чітко затавровані націонал-соціалістами.

### Значення для митців та культурної політики (дискусія про експресіонізм)

Робота Пауля Клеє "Машина, що цвірінькає", 1922 рік, була придбана Музеєм сучасного мистецтва в Нью-Йорку через Курта Валентина в 1939 році.

Виставка "Дегенеративне мистецтво" ознаменувала кінець дискусії про мистецтво в націонал-соціалістичному русі, яка, зрештою, була вирішена самим Адольфом Гітлером: до цього існували два контроверсійні погляди, перший погляд лобіювався Джозефом Гебельсом та розглядав експресіонізм як "німецьке, нордичне мистецтво" та друга думка Альфреда Ернста Розенберґа, була думкою самого Адольфа Гітлера: вона була рішуче спрямована проти сучасного мистецтва і взяла гору.
Виставці передувала перша велика кампанія конфіскації в німецьких музеях. Раніше багато з них зберігали роботи, які вважалися «дегенеративними» лише у своїх фондах, і таким чином не давали націонал-соціалістам можливости їх вилучити. Однак незабаром комісія Циґлера отримала офіційний дозвіл на перегляд цих колекцій. Поки виставка в Мюнхені була відкрита, відбулася наступна хвиля конфіскацій, в результаті чого більшість творів мистецтва, визнаних «дегенеративними», були вилучені з музейних колекцій. Їх централізовано зібрали в Берліні. Частину з них продали за кордон або виставили на аукціоні дегенеративного мистецтва, частину спалили. Еміль Нольде, якого дуже шанувала фракція Геббельса, був "особливо дегенеративним" на думку Адольфа Гітлера та його послідовників і тому був найчастіше представленим художником на виставці.

## Наслідки

### Пересувна виставка "Дегенеративне мистецтво"
Після мюнхенської виставки було організовано пересувну виставку з ідентичною назвою «Дегенеративне мистецтво», яка протягом 1938-1941 років побувала в різних містах Німецької імперії, зокрема в Берліні в Будинку мистецтва на Кенігсплац, 4, Дюссельдорфі в Кунстпаласті,Гамбурзі, Лейпцигу, Зальцбурзі та Відні. Вибір виставлених робіт частково відрізнявся від мюнхенського бо організатори виставки тепер могли вибирати з 17 000 конфіскованих робіт. Цей вибір змінювався і адаптувався від зупинки до зупинки, що також частково було пов'язано з мінливою політичною ситуацією аж до 1941 року. Крім того, все більше готувався пропагандистський ефект. Був виданий супровідний буклет, розповсюджувалися плакати, а відбір робіт проводився ще ретельніше. Реконструювати пересувну виставку складніше, ніж мюнхенську. Збереглося менше фотодокументів та преса приділяла значно менше уваги цій виставці. Перше ґрунтовне дослідження окремих станцій пересувної виставки з'явилося лише у 1995 році у книзі Крістофа Цушлаґа, яка була його дисертацією, що він її захистив у Гейдельберзі у 1991 році.

### Інші пов'язані виставки
Виставка «Дегенеративне мистецтво» була доповнена та опрацьована, серед іншого, вищезгаданою пересувною виставкою. Контрвиставка була організована в Лондоні ще в 1938 році. Після Другої світової війни кількість таких виставок зросла. Одним із прикладів є виставка «Дегенеративне мистецтво. Bildersturm 25 років тому», яка була організована в 1962 році в Будинку мистецтв у Мюнхені. У середині лютого 1991 року в Музеї мистецтв округу Лос-Анджелес відкрилася виставка «Дегенеративне мистецтво», на якій було представлено 170 з 650 картин і скульптур, показаних у Мюнхені в 1937 році. Ця виставка була доповнена широкою супровідною програмою, яка включала лекції, кінопокази, конференції, концерти та симпозіуми. Виставка в Лос-Анджелесі відбулася в той час, коли мистецтво і те, як далеко йому дозволено зайти, обговорювалося в США, а отже, стало політичним питанням. 2007 року з нагоди 70-річчя виставки «Дегенеративне мистецтво» було організовано низку виставок, які зосереджувалися передусім на долі творів мистецтва в музеях. Наприклад, у музеї Шпренгеля в Ганновері та в Кунстхалле Білефельда.

### Дослідження
Реконструкція мюнхенської виставки «Дегенеративне мистецтво» ґрунтувалася насамперед на численних фотографіях, книзі Пауля Ортвіна Раве «Kunstdiktatur im Dritten Reich», у додатку до якої вказані художники, олійні картини та приблизна кількість виставлених робіт, фактологічній статті мистецтвознавця Бруно Е. Вернера в «Deutsche Allgemeine Zeitung» від 20 липня 1937 року та переліку робіт у «Deutsche Allgemeine Zeitung» від 24 липня 1937 року. Для книги «Die “Kunststadt” München 1937. Nationalsozialismus und “Entartete Kunst”», виданої у 1987 році з нагоди 50-річчя мюнхенської виставки «Entartete Kunst», в якій вперше була зроблена спроба повної реконструкції, були також проаналізовані нотатки Кароли Рот та листи куратора Баварських державних колекцій живопису Ернста Бухнера до Ебергарда Ганфштенґля. Таким чином, було значною мірою реконструйовано розміщення експонатів. Тим не менш, у деяких окремих випадках немає ясности. Наприклад, у звіті Вернера зазначалося, що в сьомій кімнаті також експонувався автопортрет Паули Модерсон-Беккер. Ця картина не згадується ні в каталозі, опублікованому чотирма днями пізніше, ні в книзі Раве. Також немає жодної фотографії, на якій зображено цей портрет.
Під час підготовки виставки робіт Отто Фройндліха у 2017 році при порівнянні історичних фотографій було виявлено, що скульптура "Велика голова", яка була зображена на обкладинці путівника по виставці "Дегенеративне мистецтво", була загублена під час подорожі виставки і згодом замінена на підробку.
У березні 2003 року в Інституті історії мистецтв Вільного університету Берліна було засновано дослідницький центр «Дегенеративне мистецтво». З квітня 2004 року він також представлений на факультеті історії мистецтв Гамбурзького університету.
1. ↑  Peter-Klaus Schuster: Nationalsozialismus und „Entartete Kunst“. Die Kunststadt München 1937. Prestel-Verlag, München 1987, S. 99.
2. 1 2  Schuster, Peter-Klaus (1987). Nationalsozialismus und „Entartete Kunst“ (німецькою) . Мюнхен: Prestel-Verlag. с. 94.
3. ↑  Часто вживана назва «Spiegelbilder des Verfalls in der Kunst(Відображення занепаду в мистецтві)» була вперше використана в 1949 році Паулем Ортвіном Рейвом у зв'язку з назвою статті Ріхарда Мюллера в газеті Dresdner Anzeiger від 23 вересня 1933 року. Див. Christoph Zuschlag: Entartete Kunst. Ausstellungsstrategien im Nazi-Deutschland Wernersche Verlagsgesellschaft Worms 1995, с. 123.
4. ↑  Verluste durch die NS-Aktion „Entartete Kunst“. Staatliche Kunstsammlungen Dresden (німецькою) .
5. ↑  Dresdner Museum erinnert an erste „Entartete Kunst“-Schau. Süddeutsche Zeitung (німецькою) . 12 серпня 2023.
6. ↑  Salzbrenner, Uwe (23 вересня 2023). Hitlers berüchtigte Münchener Ausstellung „Entartete Kunst“ hatte ihre Vorläufer - in Dresden. Sächsische Zeitung (німецькою) .
7. ↑  Schuster, Peter-Klaus (1987). Nationalsozialismus und „Entartete Kunst" (німецькою) . Мюнхен: Prestel-Verlag. с. 95.
8. ↑  Peter-Klaus Schuster: Nationalsozialismus und „Entartete Kunst“. Die Kunststadt München 1937. Prestel-Verlag, München 1987, S. 37. (німецькою)
9. ↑  Peter-Klaus Schuster: Nationalsozialismus und „Entartete Kunst“. Die Kunststadt München 1937. Prestel-Verlag, München 1987, S. 38 und 39.
10. ↑  Peter-Klaus Schuster: Nationalsozialismus und „Entartete Kunst“. Die Kunststadt München 1937. Prestel-Verlag, München 1987, с. 43.
11. ↑  Peter-Klaus Schuster: Nationalsozialismus und „Entartete Kunst“. Die Kunststadt München 1937. Prestel-Verlag, München 1987, с. 41. (німецькою)
12. ↑  Peter-Klaus Schuster: Nationalsozialismus und „Entartete Kunst“. Die Kunststadt München 1937. Prestel-Verlag, München 1987, с. 51.(німецькою)
13. ↑  Peter-Klaus Schuster: Nationalsozialismus und „Entartete Kunst“. Die Kunststadt München 1937. Prestel-Verlag, München 1987, с. 41 та 46. (німецькою)
14. ↑  Robert S. Wistrich: Ein Wochenende in München. Kunst, Propaganda und Terror im Dritten Reich. Insel Verlag, Leipzig 1996, с. 60. (німецькою)
15. ↑  Peter-Klaus Schuster: Nationalsozialismus und „Entartete Kunst“. Die Kunststadt München 1937. Prestel-Verlag, München 1987, с. 53.(німецькою)
16. ↑  Peter-Klaus Schuster: Nationalsozialismus und „Entartete Kunst“. Die Kunststadt München 1937. Prestel-Verlag, München 1987, с. 95.
17. 1 2  Peter-Klaus Schuster: Nationalsozialismus und „Entartete Kunst“. Die Kunststadt München 1937. Prestel-Verlag, München 1987, с. 96. (німецькою)
18. ↑  Peter-Klaus Schuster: Nationalsozialismus und „Entartete Kunst“. Die Kunststadt München 1937. Prestel-Verlag, München 1987, S. 96 und 97 (німецькою)
19. ↑  Peter-Klaus Schuster: Nationalsozialismus und „Entartete Kunst“. Die Kunststadt München 1937. Prestel-Verlag, München 1987, S. 103. (німецькою)
20. ↑  Peter-Klaus Schuster: Nationalsozialismus und „Entartete Kunst“. Die Kunststadt München 1937. Prestel-Verlag, München 1987, S. 105. (німецькою)
21. ↑  Beschlagnahmeinventar "Entartete Kunst". Freie Universität Berlin (німецькою) .
22. ↑  Emil Nolde:Christus und die Sünderin. Wayback Machine (англійською) . 5 жовтня 2007. Архів оригіналу за 5 жовтня 2007. Процитовано 14 квітня 2025.
23. ↑  Peter-Klaus Schuster: Nationalsozialismus und „Entartete Kunst“. Die Kunststadt München 1937. Prestel-Verlag, München 1987, S. 106. (німецькою)
24. ↑  Peter-Klaus Schuster: Nationalsozialismus und „Entartete Kunst“. Die Kunststadt München 1937. Prestel-Verlag, München 1987, S. 108. (німецькою)
25. ↑  Peter-Klaus Schuster: Nationalsozialismus und „Entartete Kunst“. Die Kunststadt München 1937. Prestel-Verlag, München 1987, S. 109.(німецькою)
26. ↑  Wignanek, Mandy (2017). Gefälschte Ikone. Der Große Kopf in der Propagandaausstellung Entartete Kunst (німецькою) . Prestel Verlag. с. 206—215. ISBN ISBN 978-3-7913-5639-6. {{cite book}}: Перевірте значення |isbn=: недійсний символ (довідка)
27. ↑  Peter-Klaus Schuster: Nationalsozialismus und „Entartete Kunst“. Die Kunststadt München 1937. Prestel-Verlag, München 1987, S. 99. (німецькою)
28. ↑  Uwe Fleckner (Hrsg.): Angriff auf die Avantgarde. Kunst und Kunstpolitik im Nationalsozialismus. Akademie-Verlag, S. 92. (німецькою)
29. ↑  Peter-Klaus Schuster: Nationalsozialismus und „Entartete Kunst“. Die Kunststadt München 1937. Prestel-Verlag, München 1987, S. 101 (німецькою)
30. 1 2  Peter-Klaus Schuster: Nationalsozialismus und „Entartete Kunst“. Die Kunststadt München 1937. Prestel-Verlag, München 1987, S. 98.(німецькою)
31. ↑  MANIFESTO : EGYPTIAN SURREALISM. web.archive.org. 5 вересня 2012. Архів оригіналу за 5 вересня 2012. Процитовано 22 квітня 2025.{{cite web}}:  Обслуговування CS1: bot: Сторінки з посиланнями на джерела, де статус оригінального URL невідомий (посилання)
32. 1 2  Vanessa-Maria Voigt: Kunsthändler und Sammler der Moderne im Nationalsozialismus. Die Sammlung Sprengel 1934 bis 1945. Reimer, Berlin 2007, ISBN 978-3-496-01369-3. (німецькою)
33. ↑  Peter-Klaus Schuster: Nationalsozialismus und „Entartete Kunst“. Die Kunststadt München 1937. Prestel-Verlag, München 1987, S. 98 und 99. (німецькою)
34. ↑  Uwe Fleckner (Hrsg.): Angriff auf die Avantgarde. Kunst und Kunstpolitik im Nationalsozialismus. Akademie-Verlag, S. 90. (німецькою)
35. ↑  Visual Library. digital.ub.uni-duesseldorf.de. Процитовано 23 квітня 2025.
36. ↑  Uwe Fleckner (Hrsg.): Angriff auf die Avantgarde. Kunst und Kunstpolitik im Nationalsozialismus. Akademie-Verlag, S. 90 und 91.
37. ↑  Uwe Fleckner (Hrsg.): Angriff auf die Avantgarde. Kunst und Kunstpolitik im Nationalsozialismus. Akademie-Verlag, S. 89.
38. ↑  Christoph Zuschlag: „Entartete Kunst“. Ausstellungsstrategien im Nazi-Deutschland. Heidelberger Kunstgeschichtliche Abhandlungen, Neue Folge Bd. 21, Werner, Worms 1995.
39. ↑  Peter-Klaus Schuster: Nationalsozialismus und „Entartete Kunst“. Die Kunststadt München 1937. Prestel-Verlag, München 1987, S. 9.
40. ↑  Jutta Birmerle: Entartete Kunst: Geschichte und Gegenwart einer Ausstellung. BIS-Verlag, Oldenburg 1992, S. 7 und 8.
41. ↑  06.10.2007: 1937. Auf Spurensuche – Zur Erinnerung an die Aktion ‚Entartete Kunst’ - sprengel-museum.de. web.archive.org. 23 червня 2011. Архів оригіналу за 23 червня 2011. Процитовано 23 квітня 2025.
42. ↑  1937 - Perfektion und Zerstörung. www.kunstforum.de (de-DE) . Процитовано 23 квітня 2025.
43. ↑  Isabel Schulz, Isabelle Schwarz: 1937. Auf Spurensuche – Zur Erinnerung an die Aktion „Entartete Kunst“. Sprengel-Museum und Autoren, Hannover 2007.
44. ↑  Peter-Klaus Schuster: Nationalsozialismus und „Entartete Kunst“. Die Kunststadt München 1937. Prestel-Verlag, München 1987, S. 102.
45. ↑  Peter-Klaus Schuster: Nationalsozialismus und „Entartete Kunst“. Die Kunststadt München 1937. Prestel-Verlag, München 1987, S. 118